# Deutschland (nave)
La Deutschland (Germania, in tedesco) è una nave costruita in Norvegia appositamente per navigare nelle regioni polari.
Varata con il nome di Bjorn viene acquistata da Wilhelm Filchner grazie all'aiuto di Ernest Shackleton, Otto Nordenskjöld e Fridtjof Nansen per essere utilizzata durante la spedizione tedesca in Antartide tra gli anni 1911-1912. Filchner credeva che il continente fosse in realtà formato da due isole distinte e sperava dunque di attraversarlo a bordo della Deutschland.
Raggiunto però il mare di Weddell la nave viene intrappolata nella banchisa il 7 marzo 1912 a 73°19′S 30°16′W  per essere rilasciata soltanto il 26 novembre successivo a 63°37′S 36°34′W.
Al rientro in Germania la nave viene venduta all'Austria per farla partecipare ad una nuova spedizione in Antartide chiamata Österreich (Austria, in tedesco). Nell'agosto 1914, pronta a salpare dal porto di Trieste, viene fermata dallo scoppio della prima guerra mondiale.
L'imbarcazione è venduta ad una compagnia di navigazione triestina nei primi mesi del 1918.